# Городецкая башня
Городецкая башня (Семёновская, Юрцовская) — одна из несохранившихся до наших дней башен Смоленской крепостной стены.

## Местонахождение и внешний вид

Городецкая башня — № 38 на схеме.

Городецкая башня являлась крайней башней сохранившегося до наших дней фрагмента крепостной стены, ограниченного улицами Большая Советская и Студенческая, находилась между Днепровскими воротами (ныне — церковно-приходская школа) и Пятницкой башней (ныне — Музей Русской водки). Представляла собой круглую глухую башню.

## История
Городецкая башня получила своё название от построенного в начале XVIII века у неё с внешней стороны земляного укрепления, который назывался «городок». В 1706 году под ней был оборудован пороховой погреб. В это же время от Городецкой до Иворовской башни по берегу Днепра было построено вышеупомянутое земляное укрепление.
В 1722 году из-за неосторожного обращения часового, охранявшего пороховой погреб, в башне произошёл взрыв, из-за чего она сильно пострадала. Городецкая башня была разобрана, а пролом на её месте был заделан кирпичом вровень со стеной.
Пролом был вновь разобран при проведении в 1830-е годы Троицкого шоссе и постройке железного моста. Данный пролом существует до сих пор.